# Ла-Вентоса
Ла-Вентоса (исп. La Ventosa) — город в Мексике, штат Оахака, муниципалитет Эройка-Сьюдад-де-Хучитан-де-Сарагоса. Название города означает «ветреный», получил его из-за сильных ветров в этом районе, в связи с чем там было построено много ветрогенераторов. Численность населения, по данным переписи 2010 года, составила 4884 человека.

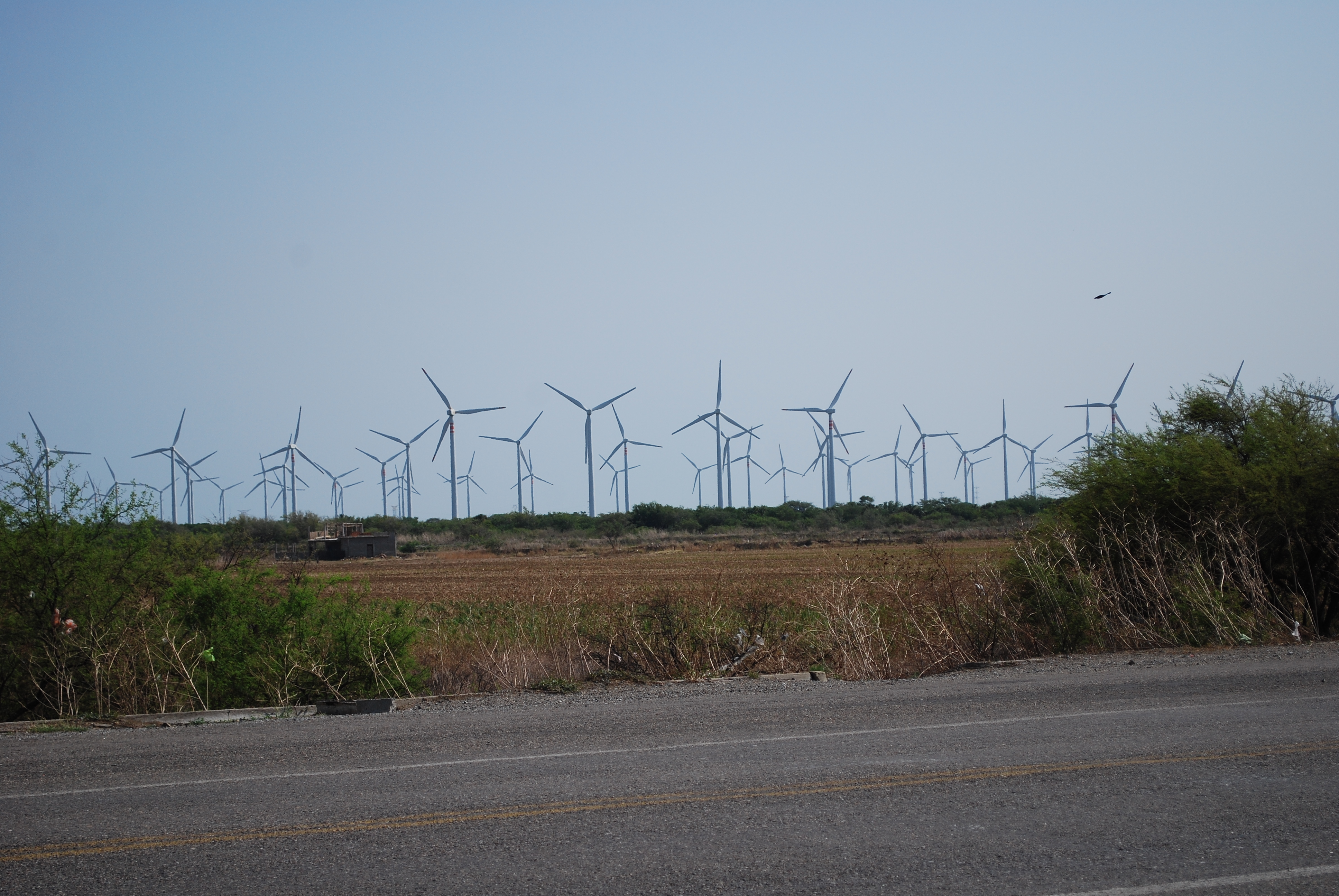
Ветрогенераторы в Ла-Вентосе